# Ophiorrhiza cana
Ophiorrhiza cana är en måreväxtart som beskrevs av Hsien Shui Lo. Ophiorrhiza cana ingår i släktet Ophiorrhiza och familjen måreväxter. Inga underarter finns listade i Catalogue of Life.